# Bernartice (district de Jeseník)
Pour les articles homonymes, voir Bernartice.
Bernartice (en allemand : Barzdorf ; en polonais : Bernacice) est une commune du district de Jeseník, dans la région d'Olomouc, en République tchèque. Sa population s'élevait à 843 habitants en 2024.

## Géographie
Bernartice se trouve à 21 km au nord-ouest de Jeseník, à 90 km au nord d'Olomouc et à 192 km à l'est de Prague.
La commune est limitée par la Pologne au nord et au nord-est, par Velká Kraš et Kobylá nad Vidnavkou à l'est, par Žulová et Vlčice au sud, et par Uhelná et Javorník à l'ouest.

## Histoire
Jusqu'en 1918, la ville de Barzdorf (bei Jauernig) fait partie de la monarchie autrichienne (empire d'Autriche), puis Autriche-Hongrie (Cisleithanie après le compromis de 1867), dans le district de Freiwaldau, l'un des 8 Bezirkshauptmannschaften en Silésie autrichienne.

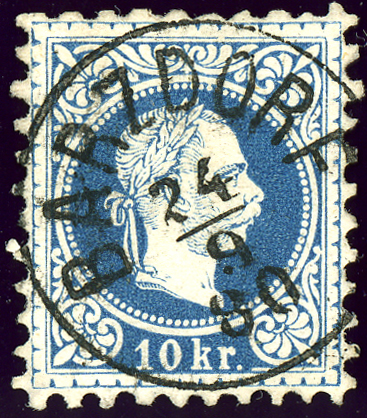
Timbre de François-Joseph, oblitéré « Barzdorf » en 1880.

En octobre 1938, la ville, majoritairement habitée par une population germanophone, est annexée par l'Allemagne nazie, conformément aux accords de Munich en ce qui concerne la Région des Sudètes. Après la défaite du Troisième Reich, les décrets Beneš (1945) contraignent la population allemande de la ville à s'exiler, laissant la place aux Tchèques qui l'appellent désormais exclusivement Bernartice.

## Transports
Par la route, Bernartice se trouve à 30 km de Jeseník, à 66 km de Šumperk, à 114 km d'Olomouc et à 227 km de Prague.